# Ирена Јовева
Ирена Јовева (Крањ, 26. фебруар 1989) словеначка је политичарка и бивша новинарка.

## Биографија
Одрасла је у граду Јесенице. Њени родитељи су се преселили у Словенију из Северне Македоније пре њеног рођења. Похађала је студије на Факултету друштвених наука у Љубљани, дипломирала је међународне односе и магистрирала на светским студијама 2017. године.
Била је запослена у политичкој редакцији Словеначке новинске агенције, где се бавила извештавањем о  унутрашњој политици и јавном сектору. Од 2015. до кандидатуре за Европски парламент 2019. године радила је као новинар дневних вести „24УР” на ПОП ТВ.
Листа Марјана Шареца објавила је 4. марта 2019. да ће Јовева предводити листу на предстојећим изборима за Европски парламент. Изабрана је са другим највећим бројем преференцијалних гласова (42.190) и постала је посланица у Европском парламенту. Чланица је Одбора за културу и образовање и Одбора за запошљавање и социјална питања. Поред тога, она је замена у Комитету за животну средину, јавно здравље и безбедност хране, где је на позицији потпредседника у оквиру Подкомитета за јавно здравље од марта 2023. Такође је била укључена у Специјални комитет за борбу против рака, који је припремио европску стратегију за борбу против рака.
Поред рада у одборима, активна је у делегацијама надлежним за међупарламентарне односе. Члан је делегација за Северну Македонију, Палестину и земље Централне Азије, Африке, Кариба и Пацифика.